# 上海交通大学电子信息与电气工程学院
电子信息与电气工程学院，简称电院，是上海交通大学的一个学院，前身可追溯至1908年成立的电机专科。该学院为上海交大规模最大的学院之一，也是中国高校同类学院中最大的之一。

## 历史
邮传部上海高等实业学堂于1908年成立电机专科，是为电院前身，1913年更名为电气机械科。1921年学校定名为交通大学，原电气机械科也更名为电机科，下设三个门，后合并为两个门。1928年交通大学改隶铁道部，电机系遂改为电机工程学院，设两个门。1937年交通大学改隶教育部，设理、工两学院，工学院下设有电机工程系，含两个门。1945年又成立电信管理系、电信工程专修科以及电信管理专修科，其中电信管理系又于1950年调至电机工程系。1951年成立电信工程系。
1952年，时遇院系调整，大同大学、震旦大学、同济大学、沪江大学、上海工业专科学校等学校电机相关科系皆合并至交通大学，成立电力工程、电信工程和电工器材制造三个系。1957年起交通大学西迁，次年交通大学上海部分的电力工程、电工器材制造两个系合并为电机工程系，并重建无线电系。第三年上海交通大学成立。
1962年、1975年和1978年分别成立自动控制系、精密仪器系及电工及计算机科学系。1981年无线电系易名电子工程系。
1985年成立电子电工学院，设电机工程、电子工程、自动控制、计算机科学与工程四个系。1987年上海交大与水利电力部合作办学，遂即成立电力学院，设电机工程、电力工程、能源工程、信息与控制工程四个系。1997年精密仪器系并入电子信息学院。
2001年，电力学院与电子信息学院合并成为电子信息与电气工程学院，设电气工程、电子工程、自动化、计算机科学与工程、仪器科学与工程五个系。
该学院代表队曾获2002、2005、2010年ACM国际大学生程序设计竞赛总决赛冠军。

## 现状
学院目前拥有本科专业6个，分别为信息工程、自动化、测控技术与仪器、电子科学与技术、计算机科学与技术、电气工程与自动化，研究领域涉及计算机、自动化、通信、网络、微电子、集成电路等诸多领域。本科教学成果包括4项国家级教学成果奖、5门国家级精品课程，17门上海市精品课程等。
学院目前拥有一级学科说是学位授权点和博士学位授权点7个，分别为电气工程、软件工程、信息与通信工程、控制科学与工程、电子科学与技术、仪器科学与技术、计算机科学与技术。研究生科研成果包括33篇上海市优博论文、17篇上海市优硕论文、4篇全国优博论文，并有5篇全国优博论文获提名。
学院同时与美国、日本、法国、德国、瑞士等国家的诸多大学建立了教学和科研上的合作关系。
该学院在上海交通大学闵行校区拥有“电信群楼”，为宣怀大道、环一路、思源南路、龙坡路所围绕。
该学院拥有两个二级学院，分别为软件学院和信息安全工程学院。目前，微电子学院已经并入电子信息与电气工程学院，改称“微纳电子学系”。

## 著名校友
- 江泽民：1947年毕业于交通大学电机系。曾任上海市市长、市委书记、中共中央政治局常委、中共中央总书记、中国国家主席、中央军委主席等职。

- 王安：1936年考入交通大学电机工程系，1945年在哈佛大学物理系学习，1948年获博士学位，1951年在波士顿创建王安公司，1955年正式创立王安电脑有限公司。

- 茅道临：毕业于上海交通大学计算机系，并在斯坦福大学进修，获工程经济系统硕士。1999年任新浪网首席营运长，2001年成为新浪CEO。

- 杨元庆：1986年毕业于上海交通大学，后在中国科技大学学习，于1989年取得计算机专业硕士学位，并在联想集团工作。2004年任联想集团董事长。[9]

## 资料来源
1. 1 2  . 上海交通大学电子信息与电气工程学院. 2011-09-06  [2012-02-17]. （原始内容存档于2012-01-26）.
2. ↑  . 上海交通大学电子信息与电气工程学院. 2011-09-06  [2012-02-17]. （原始内容存档于2012-01-26）.
3. ↑  . 上海交通大学电子信息与电气工程学院. 2011-09-09  [2012-02-17]. （原始内容存档于2012-01-26）.
4. ↑  . 邹瑞玥. 中国新闻网. 2010-02-07  [2012-02-17]. （原始内容存档于2020-11-03）.
5. ↑  . 上海交通大学电子信息与电气工程学院. 2011-09-10  [2012-02-17]. （原始内容存档于2012-02-09）.
6. ↑  . 上海交通大学电子信息与电气工程学院. 2011-09-11  [2012-02-17]. （原始内容存档于2012-02-08）.
7. ↑  . 上海交通大学电子信息与电气工程学院. 2011-09-21  [2012-02-17]. （原始内容存档于2012-02-08）.
8. ↑  . 上海交通大学电子信息与电气工程学院. 2011-09-11  [2012-02-17]. （原始内容存档于2012-02-08）.
9. ↑  . 上海交通大学电子信息与电气工程学院. 2011-09-07  [2012-02-17]. （原始内容存档于2012-02-08）.